# Bauhinia exellii
Bauhinia exellii là một loài thực vật có hoa trong họ Đậu. Loài này được Torre & Hillc. miêu tả khoa học đầu tiên.